# West Ryder Pauper Lunatic Asylum
Pour les articles homonymes, voir Lunatic Asylum (homonymie).
Albums de Kasabian
Empire
(2006) Velociraptor!
(2011)
Singles
1. Fire
Sortie : 1er juin 2009
2. Where Did All the Love Go?
Sortie : 17 août 2009
3. Underdog
Sortie : 26 octobre 2009
4. Vlad the Impaler
Sortie : 14 février 2010

West Ryder Pauper Lunatic Asylum est le troisième album studio du groupe britannique de rock indépendant Kasabian, sorti le 5 juin 2009 par Columbia Records et Sony Music Entertainment.

## Historique

### Contexte
Camarades au Community College de Countesthorpe, Sergio Pizzorno, Chris Edwards et Tom Meighan forment un groupe qui reprend, dans un premier temps, les différents classiques d'Oasis. Rejoints ensuite par Chris Karloff, ils commencent à se produire à partir de septembre 1997 sous le nom de Saracuse et à enregistrer au studio Bedrock de Leicester. Après une première démo en 2001, ils décrochent un contrat avec Sony BMG et se rendent dès le printemps 2002 dans une ferme sur les bords de Rutland Water, un lac artificiel près d'Oakham, dans le but d'y enregistrer un premier album studio. La formation prend alors le nom de Kasabian.
Différents batteurs se succèdent au sein de la formation durant les mois qui suivent — Daniel Ralph Martin, Mitch Glover de Kosheen, son frère Ryan , de nouveau Mitch, puis Ian Matthews —, le groupe alternant sessions studio — avec Garret « Jacknife » Lee,, puis Jim Abbiss à la production — et concerts pour tester ses titres en attendant le mixage. Soutenus par Eddy Temple-Morris, animateur sur XFM, ils profitent de ce soutien pour obtenir quelques passages à la radio, être en première partie de groupes plus importants Black Rebel Motorcycle Club et The Who) et surtout écumer les grands festivals estivaux (Glastonbury Festival, T in the Park, V Festival, Reading and Leeds Festivals et Summer Sonic Festival),. La sortie de leur premier album, Kasabian, le 6 septembre 2004, les place sur le devant de la scène avec une 4e place du classement britannique des ventes d'albums et un double disque de platine à la fin 2005, avec presque un million d'exemplaires vendus dans le monde. Le concert qu'ils donnent le 15 décembre 2004 à la Carling Brixton Academy pour le 24e anniversaire de Pizzorno donne ensuite lieu à Live from Brixton Academy, album live téléchargeable à partir du 4 juillet 2005, qui lui aussi est double disque de platine.
Dès la fin 2005, Pizzorno et Abbiss discutent d'un deuxième album et organisent pour cela des sessions aux studios Rockfield (pays de Galles) dans ce but au mois de février 2006, pendant lesquelles ils composent et enregistrent rapidement un grand nombre de chansons. Karloff, vivant à New York avec sa nouvelle femme, ne souhaite pas y participer et quitte le groupe. Il est remplacé par Jay Mehler, membre de Mad Action et qui les a accompagnés sur une de leurs précédentes tournées, mais Kasabian attend le mois de juillet pour officialiser la nouvelle. Empire, le deuxième album studio, sort le 28 août 2006 et entre directement en tête de l'UK Albums Chart, avant d'être à son tour double disque de platine après un an d'exploitation, avec plus d'un million d'exemplaires vendus à travers le monde, dont plus de 600 000 copies rien que dans leur pays d'origine. En parallèle des tournées qu'ils effectuent à travers l'Europe, l'Amérique du Nord, le Japon et l'Australie, ils donnent aussi quelques concerts en faveur d’œuvres caritatives, telles que le Teenage Cancer Trust (en),.

### Enregistrement et production
Dès le début de l'année 2008, le groupe se consacre uniquement à son futur album et pour la première fois, Sergio Pizzorno le compose intégralement seul (Karloff avait participé sur trois des chansons du précédent). Il en réalise également la production chez lui et dans le studio d'enregistrement de la formation, près d'Islington, dans le nord de Londres. Comme pour le précédent opus, ils sont rejoints par des invités : l'actrice Rosario Dawson chante sur West Ryder Silver Bullet et Ben Kealey, leur ancien batteur, les accompagne au clavier sur Ladies and Gentlemen (Roll the Dice). Pizzorno termine le disque pour l'arrivée de l'été et Sony BMG en est satisfait, se disant prêt à le publier ainsi. Mais en perfectionniste, le guitariste et compositeur de Kasabian souhaite avoir un autre avis. Il s'envole alors pour San Francisco avec ses chansons, des démos et des échantillons de sons pour avoir celui de Dan the Automator (Handsome Boy Modeling School, Deltron 3030, Lovage, Gorillaz).
Le groupe profite également de cette période pour remonter sur scène et participer à quelques festivals estivaux, dont le Fuji Rock au Japon et le Pentaport Rock en Corée du Sud les 25 et 27 juillet,. Une mini-tournée au Royaume-Uni est même organisée du 12 au 29 août, s'achèvant par le Connect Music Festival à Loch Fyne, en Écosse. Cette série de concerts permet à la formation de tester la chanson Fire devant un public. En dehors d'une apparition le 14 novembre lors de concerts acoustiques de charité organisés par Little Noise Sessions (en) à l'Union Chapel d'Islington, les membres du groupe et Pizzorno en particulier se concentrent sur leur futur album. Ce dernier échange ainsi beaucoup avec Dan the Automator et il en résulte une mise en avant de la voix de Tom Meighan et « plus de volume aux chansons ». Avec le recul, Pizzorno estime que le disque était « achevé à 70 % avant leurs discussions ».

## Parution et réception

### Sortie et succès commercial
Le groupe commence la promotion de son album dès la fin mars en mettant à disposition en téléchargement gratuit sur leur site officiel pour quatre jours à partir du 31, le morceau Vlad the Impaler en guise d'aperçu, puis participe à différentes émissions de radio européennes (BBC Radio 1, OÜI FM et Virgin Radio notamment) en avril et en mai. Le 1er juin, le premier single, Fire, paraît sur les différentes plates-formes de téléchargement de musique telles Amazon ou iTunes, et dans les magasins le lendemain,, se classant 3e des ventes britanniques de singles à une semaine de la sortie de l'album,.
West Ryder Pauper Lunatic Asylum entre, pour sa part, directement à la 1re place du classement des ventes d'albums au Royaume-Uni mais n'y reste que deux semaines, délogé par la compilation Number Ones de Michael Jackson, à la mort de celui-ci le 25 juin,. Cela ne l'empêche cependant pas d'être double disque de platine outre-Manche, soit plus de 600 000 exemplaires vendus. Il est également disque de platine en Irlande et disque d'or en Australie.
Ce troisième opus est un véritable succès pour Kasabian, car en plus des différentes certifications obtenues, il figure parmi les disques postulant pour le Mercury Music Prize de l'année et est en 11e position des « 50 meilleurs albums de 2009 » du NME. Lors des différentes cérémonies de récompenses musicales, le groupe est nommé à plusieurs reprises et même honoré lors des Q Awards dans la catégorie du « Meilleur album »,, lors des NME Awards pour le « Meilleur album » et la « Meilleure pochette d'album »,,, mais échouant aux Brit Awards dans la catégorie du « Meilleur album » derrière Lungs de Florence and the Machine, et aux MOJO Awards pour la même récompense. West Ryder Pauper Lunatic Asylum est également dépassé par Only by the Night de Kings of Leon pour le « Meilleur album de l'année 2009 » lors du vote d'iTunes UK,.

### Classements et certifications
| Classement musical            | Meilleure position |
| ----------------------------- | ------------------ |
| Australie (ARIA)              | 11                 |
| Autriche (Ö3 Austria Top 40)  | 56                 |
| États-Unis (Billboard 200)    | 126                |
| France (SNEP)                 | 30                 |
| Irlande (IRMA)                | 4                  |
| Japon (Oricon)                | 11                 |
| Nouvelle-Zélande (RIANZ)      | 23                 |
| Pays-Bas (Mega Album Top 100) | 85                 |
| Royaume-Uni (UK Albums Chart) | 1                  |
| Suisse (Schweizer Hitparade)  | 27                 |

| Pays        | Ventes    | Certifications |
| ----------- | --------- | -------------- |
| Australie   | 35 000 +  | Or             |
| Irlande     | 15 000 +  | Platine        |
| Royaume-Uni | 600 000 + | 2 × Platine    |

### Tournées
Dès la sortie de l'album, Kasabian se lance alors dans une tournée au Royaume-Uni, avec trois soirs au De Montfort Hall de Leicester, une date au Millennium Stadium de Cardiff et deux soirées à la Brixton Academy, avant de participer à plusieurs festivals : Glastonbury Festival, iTunes Festival et Summer Sonic à Tokyo et Osaka,. Leur performance lors de ce second festival est même publiée sous forme d'EP par la plateforme homonyme d'Apple à partir du 4 août. Le groupe profite de sa présence en Asie pour être au programme de la première édition du MTV World Stage en Malaisie, avant de rentrer en Europe et de poursuivre sa tournée dans différents pays du vieux continent jusque début novembre : Autriche, Pays-Bas, Allemagne, Italie, Irlande et France. Une nouvelle série de dix concerts est ensuite prévue dans des arénas du Royaume du 10 au 23 novembre, mais quelques dates doivent être annulées car Meighan est mis en quarantaine après avoir contracté la grippe AH1N1.
La formation débute 2010 par un concert au Nippon Budokan de Tokyo le 7 janvier et par le Big Day Out, festival itinérant en Australie. Ils reviennent ensuite en Europe se produire deux fois aux Pays-Bas, quatre fois en France (l'Olympia de Paris, La Laiterie de Strasbourg, L'Aéronef de Lille et L'Usine d'Istres), trois fois en Italie et trois fois au Royaume-Uni au cours du mois de février. Celui du 16 est un concert caritatif en l'honneur des enfants victimes de la guerre, le War Child Event (en), réunissant un certain nombre d'artistes présents (Calvin Harris et La Roux notamment) lors de la cérémonie des Brit Awards, qui a eu lieu plus tôt dans la soirée.
Kasabian repart en tournée à partir de fin mai jusqu'à la fin de l'été enchaînant concerts et festivals. Ils participent ainsi au Pinkpop le 28 mai, au Rock am Ring le 4 juin, font la première partie de Muse à San Siro (Milan) et au Stade de France (Saint-Denis) les 8 et 12,,, se produisent aux Solidays le 25, aux Eurockéennes de Belfort le 2 juillet, au Festival de Roskilde le 4, au T in the Park le 11, et à Benicàssim le 15,. Le groupe s'envole ensuite pour une mini-série de cinq dates du 22 au 28 juillet en Australie, avant d'ouvrir début août pour U2 au Stadio Olimpico de Turin, à la Commerzbank-Arena de Francfort et à l'AWD-Arena de Hanovre lors de leur tournée U2 360° Tour. Kasabian conclut alors l'été par quelques festivals (le Sziget Festival en Hongrie, le Belsonic en Irlande et le V Festival à Londres notamment,) et un concert à la Carling Brixton Academy le 19 août.

## Caractéristiques artistiques

### Titre et pochette
Sergio Pizzorno décrit ce disque comme « la bande originale d'un film imaginaire » et explique que le titre « ne se rapporte pas au lieu [...] mais plutôt sur l'impression qu'il donnait et le sentiment qu'il évoquait... C'était l'un des premiers asiles pour pauvres, avant de devenir une clinique pour s'occuper des gens riches ». Le guitariste fait ici allusion au High Royds Hospital, appartenant au West Ryder Pauper Lunatic Asylum, un groupe d'institutions psychiatriques construites dans le Yorkshire de l'Ouest dans les années 1880. La pochette de l'album représente d'ailleurs le groupe « habillé pour un séjour à l'asile » et est inspirée de celle de Made In Germany, du groupe Amon Düül II. Dans une interview à T4, le groupe déclare que chaque chanson représente un détenu au sein de l'hôpital psychiatrique.

## Fiche technique
Les informations proviennent du livret fourni avec l'édition 2009 du CD.

### Pistes de l'album
Toutes les chansons sont écrites et composées par Sergio Pizzorno sauf mention contraire.
| No  | Titre                              | Auteur                    | Durée |
| --- | ---------------------------------- | ------------------------- | ----- |
| 1.  | Underdog                           |                           | 4:37  |
| 2.  | Where Did All the Love Go?         |                           | 4:17  |
| 3.  | Swarfiga                           |                           | 2:18  |
| 4.  | Fast Fuse                          |                           | 4:09  |
| 5.  | Take Aim                           |                           | 5:23  |
| 6.  | Thick As Thieves                   |                           | 3:06  |
| 7.  | West Ryder/Silver Bullet           |                           | 5:15  |
| 8.  | Vlad the Impaler                   |                           | 4:44  |
| 9.  | Ladies & Gentlemen (Roll the Dice) |                           | 3:33  |
| 10. | Secret Alphabets                   | Pizzorno/Helmut Zacharias | 5:07  |
| 11. | Fire                               |                           | 4:12  |
| 12. | Happiness                          |                           | 5:16  |

| 13. | Cunny Grope Lane | 3:12 |

### Interprètes
Kasabian
- Tom Meighan : chant
- Sergio Pizzorno : guitare rythmique, chœurs
- Chris Edwards : basse
- Ian Matthews : batterie

Musiciens additionnels
- Tim Carter : guitare, clavier, percussions
- Wired Strings : cordes
- Jay Mehler : guitare sur Fast Fuse
- Rosario Dawson : chant sur West Ryder/Silver Bullet
- Dan Ralph Martin : piano

### Équipe de production
- Dan the Automator : production, mixage, programming
- Marc Senesac : ingénieur du son
- Tim Carter : assistant de production
- Howie Weinberg : matriçage
- Rosie Danvers : arrangements
- Andrew Whiston : photographie
- Tom Skipp : design & illustration

### Ouvrage
- (en) Joe Shooman, Kasabian : Sound, Movement & Empire, Independent Music Press, 24 avril 2008, 176 p. (ISBN 190619100X et 978-1906191009)

1. ↑  Shooman 2008, p. 15
2. ↑  Shooman 2008, p. 16-17
3. ↑  Shooman 2008, p. 19
4. ↑  Shooman 2008, p. 20-21
5. ↑  Shooman 2008, p. 39
6. ↑  Shooman 2008, p. 42-43
7. ↑  Shooman 2008, p. 47
8. ↑  Shooman 2008, p. 54-55
9. ↑  Shooman 2008, p. 58-59
10. ↑  Shooman 2008, p. 70-71
11. ↑  Shooman 2008, p. 95
12. ↑  Shooman 2008, p. 106-108
13. ↑  Shooman 2008, p. 56-57
14. ↑  Shooman 2008, p. 62-63
15. ↑  Shooman 2008, p. 65
16. ↑  Shooman 2008, p. 66-67
17. ↑  Shooman 2008, p. 80-81
18. ↑  Shooman 2008, p. 97-101
19. ↑  Shooman 2008, p. 113
20. ↑  Shooman 2008, p. 111-112
21. 1 2  Shooman 2008, p. 131
22. ↑  Shooman 2008, p. 137-139
23. ↑  Shooman 2008, p. 132-133
24. ↑  Shooman 2008, p. 146-147
25. ↑  Shooman 2008, p. 148-149
26. ↑  Shooman 2008, p. 158-159
27. ↑  Shooman 2008, p. 164-165

Autres ouvrages
1. 1 2  (en) West Ryder Pauper Lunatic Asylum, Kasabian, 2009, Livret album, Sony Music Entertainment, 8-869751-831286

### Articles de presse
1. ↑  (en) Peter Kimpton, « Rock review: Kasabian, West Ryder Pauper Lunatic Asylum », The Observer,‎ mai 2009 (lire en ligne, consulté le 23 février 2014)
2. ↑  (en) Dave Simpson, « Kasabian, West Ryder Pauper Lunatic Asylum », The Guardian,‎ juin 2009 (lire en ligne, consulté le 23 février 2014)
3. ↑  (en) « West Ryder Pauper Lunatic Asylum Review », Q,‎ juillet 2009, p. 112
4. ↑  (en) « West Ryder Pauper Lunatic Asylum Review », Mojo,‎ juillet 2009, p. 93

### Autres sources
1. 1 2  (en) « KASABIAN », sur officialcharts.com (consulté le 21 juin 2013)
2. 1 2 3 4 5  (en) « Certified Awards - BPI », sur bpi.co.uk (consulté le 19 février 2013)
3. ↑  (en) « Live from Brixton Academy », sur kasabian.co.uk (consulté le 6 avril 2012)
4. ↑  (en) « Album review: Kasabian - 'West Ryder Pauper Lunatic Asylum' », sur nme.com (consulté le 24 février 2013)
5. 1 2 3  (en) « Kasabian West Ryder Biography/Promo Pictures [HQ] », sur sergepizzorno.wordpress.com (consulté le 23 juillet 2013)
6. ↑  (en) « Kasabian Setlist at Fuji Rock Festival 2008 », sur setlist.fm (consulté le 23 juillet 2013)
7. ↑  (en) « Kasabian Setlist at Pentaport Rock Festival, Incheon, South Korea », sur setlist.fm (consulté le 23 juillet 2013)
8. ↑  (en) « Kasabian Setlist at Connect Festival 2008 », sur setlist.fm (consulté le 23 juillet 2013)
9. ↑  (en) « Kasabian on Edge », sur bbc.co.uk (consulté le 23 juillet 2013)
10. ↑  (en) « VLAD THE IMPALER FREE DOWNLOAD @ KASABIAN.CO.UK », sur sergepizzorno.wordpress.com (consulté le 24 juillet 2013)
11. ↑  (fr) « SESSION LIVE : KASABIAN - 20 avril 2009 », sur ouifm.fr (consulté le 24 juillet 2013)
12. ↑  (en) « Fire », sur kasabian.co.uk (consulté le 31 mars 2012)
13. ↑  (en) « Fire available to download NOW! », sur kasabian.co.uk (consulté le 24 juillet 2013)
14. ↑  (en) « West Ryder Pauper Lunatic Asylum », sur kasabian.co.uk (consulté le 31 mars 2012)
15. ↑  (en) « West Ryder is Number 1 », sur kasabian.co.uk (consulté le 24 juillet 2013)
16. ↑  (en) « Michael Jackson tops album chart », sur news.bbc.co.uk (consulté le 29 juin 2009)
17. 1 2  (en) « Certifications IRMA », sur irishcharts.ie (consulté le 14 mars 2012)
18. 1 2  (en) « Certifications ARIA », sur aria.com.au (consulté le 14 mars 2012)
19. ↑  (en) « Barclaycard Mercury Prize on BBC Two », sur kasabian.co.uk (consulté le 25 juillet 2013)
20. ↑  (en) « NME chooses Kasabian », sur kasabian.co.uk (consulté le 25 juillet 2013)
21. ↑  (en) « Q Awards 2009 », sur news.qthemusic.com (consulté le 20 mars 2012)
22. ↑  (en) « Q Album of the Year », sur kasabian.co.uk (consulté le 25 juillet 2013)
23. ↑  (en) « NME awards win », sur kasabian.co.uk (consulté le 27 juillet 2013)
24. ↑  (en) « NME Awards 2010 », sur nme.com (consulté le 20 mars 2012)
25. ↑  (en) « NME nominations », sur kasabian.co.uk (consulté le 27 juillet 2013)
26. ↑  (en) « Brit Awards 2010 », sur brits.co.uk (consulté le 20 mars 2012)
27. ↑  (en) « Kasabian win Best British Group at Brits 2010 », sur kasabian.co.uk (consulté le 27 juillet 2013)
28. ↑  (en) « MOJO Awards 2010 », sur mojo4music.com (consulté le 20 mars 2012)
29. ↑  (en) « West Ryder nominee for iTunes Best Album 2009 », sur kasabian.co.uk (consulté le 25 juillet 2013)
30. ↑  (en) « iTunes' top-selling songs and albums of 2009 (US and UK) », sur independent.co.uk (consulté le 25 juillet 2013)
31. ↑  (en) « West Ryder Pauper Lunatic Asylum - Kasabian », sur metacritic.com (consulté le 23 février 2014)
32. ↑  (en) Andrew Leahey, « West Ryder Pauper Lunatic Asylum », AllMusic (consulté le 19 décembre 2013)
33. ↑  (en) Hamish MacBain, « Album review: Kasabian - 'West Ryder Pauper Lunatic Asylum' », NME (consulté le 23 février 2014)
34. ↑  (en) Bill Stewart, « Kasabian: West Ryder Pauper Lunatic Asylum », PopMatters (consulté le 23 février 2014)
35. ↑  (en) Rudy K, « Kasabian: West Ryder Pauper Lunatic Asylum », Sputnikmusic (consulté le 23 février 2014)
36. ↑  (en) Dom Gourlay, « Kasabian - West Ryder Pauper Lunatic Asylum », Drowned in Sound (consulté le 23 février 2014)
37. ↑  (en) Ian Cohen, « Kasabian: West Ryder Pauper Lunatic Asylum », Pitchfork (consulté le 23 février 2014)
38. ↑  (en) Australian-charts.com – Kasabian – West Ryder Pauper Lunatic Asylum. ARIA Top 50 album. Hung Medien.
39. ↑  (de) Austriancharts.at – Kasabian – West Ryder Pauper Lunatic Asylum. Ö3 Austria Top 40. Hung Medien.
40. ↑  (en) Kasabian - Chart history – Billboard. Billboard 200. Prometheus Global Media.
41. ↑  Lescharts.com – Kasabian – West Ryder Pauper Lunatic Asylum. SNEP. Hung Medien.
42. ↑  (en) GfK Chart-Track. Irish Albums Chart. Irish Recorded Music Association.
43. ↑  (en) Charts.org.nz – Kasabian – West Ryder Pauper Lunatic Asylum. RIANZ. Hung Medien.
44. ↑  (nl) Dutchcharts.nl – Kasabian – West Ryder Pauper Lunatic Asylum. Mega Album Top 100. Hung Medien.
45. ↑  (en) Official Albums Chart Top 100. UK Albums Chart. The Official Charts Company.
46. ↑  (en) Swisscharts.com – Kasabian – West Ryder Pauper Lunatic Asylum. Schweizer Hitparade. Hung Medien.
47. ↑  (en) « Kasabian announce impromptu UK Tour [tickets on sale from tomorrow] », sur sergepizzorno.wordpress.com (consulté le 24 juillet 2013)
48. ↑  (en) « Glastonbury announced », sur kasabian.co.uk (consulté le 24 juillet 2013)
49. ↑  (en) « iTunes festival », sur kasabian.co.uk (consulté le 24 juillet 2013)
50. ↑  (en) « Kasabian Setlist at Summer Sonic Tokyo 2009 », sur setlist.fm (consulté le 24 juillet 2013)
51. ↑  (en) « Kasabian Setlist at Summer Sonic Osaka 2009 », sur setlist.fm (consulté le 24 juillet 2013)
52. ↑  (en) « iTunes Festival EP », sur kasabian.co.uk (consulté le 25 juillet 2013)
53. ↑  (en) « Kasabian Setlist at MTV World Stage, Kuala Lumpur, Malaysia », sur setlist.fm (consulté le 24 juillet 2013)
54. ↑  (en) « Tour pre-sale », sur kasabian.co.uk (consulté le 24 juillet 2013)
55. ↑  (en) « One last thing: Tom Meighan of Kasabian », sur guardian.co.uk (consulté le 25 juillet 2013)
56. ↑  (en) « Kasabian Setlist at Nippon Budokan, Tokyo, Japan », sur setlist.fm (consulté le 27 juillet 2013)
57. ↑  (en) « Big Day Out Australia 2010 », sur kasabian.co.uk (consulté le 27 juillet 2013)
58. ↑  (en) « Paris show announced », sur kasabian.co.uk (consulté le 27 juillet 2013)
59. ↑  (en) « Kasabian Setlist at La Laiterie, Strasbourg, France », sur setlist.fm (consulté le 27 juillet 2013)
60. ↑  (en) « Kasabian Setlist at Aeronef, Lille, France », sur setlist.fm (consulté le 27 juillet 2013)
61. ↑  (en) « Kasabian Setlist at L'Usine, Istres, France », sur setlist.fm (consulté le 27 juillet 2013)
62. ↑  (en) « Warchild Event », sur kasabian.co.uk (consulté le 27 juillet 2013)
63. ↑  (en) « Kasabian Setlist at Pinkpop Festival 2010 », sur setlist.fm (consulté le 27 juillet 2013)
64. ↑  (en) « Kasabian Setlist at Rock am Ring 2010 », sur setlist.fm (consulté le 27 juillet 2013)
65. ↑  (en) « Kasabian support Muse », sur kasabian.co.uk (consulté le 27 juillet 2013)
66. ↑  (en) « Kasabian Setlist at Stadio San Siro, Milan, Italy », sur setlist.fm (consulté le 27 juillet 2013)
67. ↑  (en) « Kasabian Setlist at Stade de France, Saint-Denis, France », sur setlist.fm (consulté le 27 juillet 2013)
68. ↑  (en) « Kasabian Setlist at Solidays Festival, Paris, France », sur setlist.fm (consulté le 27 juillet 2013)
69. ↑  (en) « Kasabian Setlist at Eurockéennes de Belfort 2010 », sur setlist.fm (consulté le 27 juillet 2013)
70. ↑  (en) « Kasabian Setlist at Roskilde Festival 2010 », sur setlist.fm (consulté le 27 juillet 2013)
71. ↑  (en) « T In the Park Special », sur kasabian.co.uk (consulté le 27 juillet 2013)
72. ↑  (en) « Kasabian Setlist at T In The Park 2010 », sur setlist.fm (consulté le 27 juillet 2013)
73. ↑  (en) « Kasabian Walk Onstage At Benicassim », sur kasabian.co.uk (consulté le 27 juillet 2013)
74. ↑  (en) « Kasabian Setlist at Benicàssim 2010 », sur setlist.fm (consulté le 27 juillet 2013)
75. ↑  (en) « Kasabian Setlist at Stadio Olimpico, Turin, Italy », sur setlist.fm (consulté le 27 juillet 2013)
76. ↑  (en) « Kasabian Setlist at Commerzbank-Arena, Frankfurt, Germany », sur setlist.fm (consulté le 27 juillet 2013)
77. ↑  (en) « Kasabian Setlist at AWD Arena, Hanover, Germany », sur setlist.fm (consulté le 27 juillet 2013)
78. ↑  (en) « Kasabian Setlist at Sziget Festival 2010 », sur setlist.fm (consulté le 27 juillet 2013)
79. ↑  (en) « Kasabian Setlist at Belsonic Festival, Belfast, Northern Ireland », sur setlist.fm (consulté le 27 juillet 2013)
80. ↑  (en) « Kasabian Setlist at V 2010 », sur setlist.fm (consulté le 27 juillet 2013)
81. ↑  (en) « Kasabian Setlist at V 2010 », sur setlist.fm (consulté le 27 juillet 2013)
82. ↑  (en) « Kasabian Setlist at O2 Academy Brixton, London, England », sur setlist.fm (consulté le 27 juillet 2013)
83. ↑  (en) « Kasabian reveal why they called album 'West Ryder Pauper Lunatic Asylum' », sur nme.com (consulté le 12 juin 2009)